# 경산하양강변축구장
경산하양강변축구장(慶山河陽江邊蹴球場, Gyeongsan Hayang Riverside Football Field)은 대한민국 경상북도 경산시에 있는 스포츠 시설이다. 인조잔디 필드가 갖춰진 경기장이며, 2015년에 준공되었다. 2015년 준공 당시 하양경관농업단지 내에 있는 천연잔디 필드로 구성된 경기장이었으나, 2020년 3월 23일에 국제규격을 갖춘 축구장 시설로 리모델링하면서 인조잔디 필드로 변경되었다.

## 같이 보기
- 하양경관농업단지